# Giovanni Sabini
Giovanni Maria Michele Luigi Sabini (Altamura, 7 dicembre 1873 – 9 aprile 1949) è stato un magistrato e politico italiano.

## Biografia
Esponente dell'Associazione Nazionalista Italiana, in cui militano futuri leader del fascismo come Alfredo Rocco, Costanzo Ciano e Luigi Federzoni, fa parte della componente più convinta ed entusiasta dell'adesione al neo-costituito Partito Nazionale Fascista. Docente di diritto costituzionale, viene nominato una prima volta senatore nel 1924 e respinto a votazione segreta dall'assemblea, ancora piena di antifascisti. Viene riproposto nel 1939, diventato nel frattempo consigliere di stato. È decaduto dalla carica con sentenza dell'Alta corte di giustizia per le sanzioni contro il fascismo del 22 marzo 1945.